# Sopio Gwetadze
Sopio Gwetadze (ur. 15 listopada 1983 w Tbilisi) – gruzińska szachistka, arcymistrzyni od 2006, posiadaczka męskiego tytułu mistrza międzynarodowego od 2007 roku.

## Kariera szachowa
Wielokrotnie reprezentowała Gruzję na mistrzostwach świata i Europy juniorek w różnych kategoriach wiekowych, największy sukces odnosząc w 2001 r. w Oropesa del Mar, gdzie zdobyła tytuł mistrzyni świata do 18 lat. W tym samym roku zwyciężyła również w mistrzostwach kraju w tej samej grupie wiekowej. W 2002 r. podzieliła I m. (wspólnie z Naną Dzagnidze) w mistrzostwach Gruzji juniorek do 20 lat, podzieliła II m. (za Natią Dżandżgawą, wspólnie z Mają Lomineiszwili) w indywidualnych mistrzostwach państw Morza Czarnego, a podczas klubowego Pucharu Europy zdobyła pierwszą normę arcymistrzowską. Kolejne dwie normy wypełniła w latach 2005 (w Kiszyniowie) oraz 2006 (w Kuşadası), w obu przypadkach na indywidualnych mistrzostwach Europy (w 2006 r. zajęła w ostatecznej klasyfikacji X miejsce). W 2007 r. zdobyła w Tbilisi brązowy medal indywidualnych mistrzostw Gruzji oraz reprezentowała swój kraj na drużynowych mistrzostwach świata, rozegranych w Jekaterynburgu. W 2008 r. zakwalifikowała się do pucharowego turnieju o mistrzostwo świata w Nalczyku, jednak wraz z pięcioma innymi gruzińskimi szachistkami zrezygnowała ze startu w wyniku wybuchu wojny w Osetii Południowej. W 2010 r. zwyciężyła w kołowym turnieju w Ankarze.
Najwyższy ranking w dotychczasowej karierze osiągnęła 1 stycznia 2007 r., z wynikiem 2416 punktów zajmowała wówczas 46. miejsce na światowej liście FIDE.